# Убайй ибн Каб
Убайй ибн Каб аль-Хазраджи (араб. أبي بن كعب‎; род. ?, Медина — ум. 649, там же) — сподвижник пророка Мухаммада и его секретарь. За своё умения красиво читать Коран получил прозвище Саййид аль-Курра (господин чтецов).

## Биография
Его полное имя: Убайй ибн Каб ибн Кайс аль-Хазраджи. Родился в Медине и происходил из племени Хазрадж. Принял ислам до переселения (хиджра) мусульман в Медину, был участником второй клятвы при Акабе. Участвовал в битвах при Бадре, Ухуде, Хандаке и других сражениях мусульман против многобожников. В битве при Ухуде Убайй получил тяжелое ранение.
До принятия ислама, Убайй ибн Каб был одним из немногих людей, умевших читать и писать. После хиджры, он стал его первым секретарем из числа жителей Медины. Он записывал Божественные откровения, ниспосланные Мухаммаду и был лучшим чтецом Корана. Пророк Мухаммад ставил его в один ряд с такими знатоками Корана как Муаз ибн Джабаль, Зейд ибн Сабит и Абу Зейд. Он был назначен учителем Корана в мединской мечети. Убай также был большим знатоком толкования Корана (тафсира) и основал в Медине целую школу толкования Корана.
Убайй был знатоком фикха и издавал фетвы ещё во времена пророка Мухаммада. Помимо него такой чести удостоились Умар ибн аль-Хаттаб, Усман ибн Аффан, Али ибн Абу Талиб, Муаз ибн Джабаль и Зейд ибн Сабит. Мухаммад также назначал Убайя на государственные должности. Он был сборщиком закята с племен Бали, Узра и Бану Саад.
Убайй отличался многими добродетельными качествами, вел аскетический образ жизни, был набожным и богобоязненным человеком. После смерти Пророка, он продолжил свою общественную и государственную деятельность. Был приближённым и советником халифов Абу Бакра и Умара. В его передаче известно также несколько десятков хадисов.
Убайй ибн Каба умер около 649 года.